# Alexander Bergmann
Alexander Bergmann (Ravensburg, 16 mei 1987) is een Duitse snowboarder. Hij vertegenwoordigde zijn vaderland op de Olympische Winterspelen 2014 in Sotsji en op de Olympische Winterspelen 2018 in Pyeongchang.

## Carrière
Bergmann maakte zijn wereldbekerdebuut in december 2006 in San Vigilio di Marebbe. In oktober 2007 scoorde hij in Landgraaf zijn eerste wereldbekerpunten. In januari 2013 eindigde de Duitser in Bad Gastein voor de eerste maal in zijn carrière in de top tien van een wereldbekerwedstrijd. Op de FIS wereldkampioenschappen snowboarden 2013 in Stoneham-et-Tewkesbury eindigde Bergmann als 21e op de parallelreuzenslalom en als vijfendertigste op de parallelslalom. Op 10 januari 2014 boekte hij in Bad Gastein zijn eerste wereldbekerzege. Tijdens de Olympische Winterspelen van 2014 in Sotsji eindigde de Duitser als dertiende op de parallelreuzenslalom en als 24e op de parallelslalom.
In Kreischberg nam Bergmann deel aan de FIS wereldkampioenschappen snowboarden 2015. Op dit toernooi eindigde hij als negentiende op zowel de parallelslalom als de parallelreuzenslalom. Op de FIS wereldkampioenschappen snowboarden 2017 in de Spaanse Sierra Nevada eindigde hij als veertiende op de parallelreuzenslalom. Tijdens de Olympische Winterspelen van 2018 in Pyeongchang eindigde de Duitser als 31e op de parallelreuzenslalom.

## Resultaten

### Olympische Winterspelen
| Jaar | Plaats      | Resultaten                                  |
| ---- | ----------- | ------------------------------------------- |
| 2014 | Sotsji      | 24e Parallelslalom 13e Parallelreuzenslalom |
| 2018 | Pyeongchang | 31e Parallelreuzenslalom                    |

### Wereldkampioenschappen
| Jaar | Plaats        | Resultaten                                  |
| ---- | ------------- | ------------------------------------------- |
| 2013 | Stoneham      | 35e Parallelslalom 21e Parallelreuzenslalom |
| 2015 | Kreischberg   | 19e Parallelslalom 19e Parallelreuzenslalom |
| 2017 | Sierra Nevada | 14e Parallelreuzenslalom                    |

### Wereldbeker
Eindklasseringen
| Seizoen   | Algm | PAR | PGS | PSL |
| --------- | ---- | --- | --- | --- |
| 2006/2007 | 277e | 73e | –   | –   |
| 2007/2008 | 196e | 49e | –   | –   |
| 2008/2009 | 296e | 63e | –   | –   |
| 2009/2010 | 322e | 79e | –   | –   |
| 2010/2011 | 88e  | 42e | –   | –   |
| 2011/2012 | –    | 25e | –   | –   |
| 2012/2013 | –    | 26e | 46e | 12e |
| 2013/2014 | –    | 11e | 21e | 8e  |
| 2014/2015 | –    | 12e | 5e  | 20e |
| 2015/2016 | –    | 18e | 22e | 16e |
| 2016/2017 | –    | 24e | 35e | 16e |
| 2017/2018 | –    | 31e | 35e | 20e |

Wereldbekerzeges
| Datum           | Plaats      | Onderdeel      |
| --------------- | ----------- | -------------- |
| 10 januari 2014 | Bad Gastein | Parallelslalom |